# Eduard Roschmann
Eduard Roschmann (Graz, 1908 - Asunción, 1977) va ser capità de l'organització nazi Schutzstaffel ( SS), i comandant del gueto de Riga a 1943. Durant la Segona Guerra Mundial va ser responsable de nombrosos assassinats i altres atrocitats. Algunes fonts l'assenyalen també com a comandant del camp de concentració de Kaiserwald, als afores de Riga, i és assenyalat com a responsable de la mort de 40 000 jueus al país bàltic.
Després de la guerra, va aconseguir fugir a Sud-amèrica, on es va ocultar sota els noms falsos de "Federico Wagner" i "Federico Wegener". És considerat un dels màxims responsables de l'Holocaust a Letònia. Com a resultat de la seva aparició en la novel · The Odessa File de Frederick Forsyth i la seva posterior adaptació al cinema amb la pel·lícula Odessa, Roschmann va arribar a ser mundialment conegut com el "Carnisser de Riga".

## Començaments
Nascut a la ciutat de Graz, llavors a l'Imperi Austrohongarès, Roschmann era fill del gerent d'una fàbrica de cerveses. Entre 1927 i 1934, va pertànyer al partit feixista austríac Front Patriòtic, i després de l'annexió d'Àustria a l'Alemanya nazi el 1938, va ingressar al partit nazi, i l'any següent en les SS, on va ascendir fins a esdevenir Hauptsturmführer (capità).

## Letònia
Des de gener de 1941 Roschmann va treballar a l'Oficina Central de Seguretat del Reich, pertanyent al Sicherheitsdienst (Servei de Seguretat o SD). Després de l'ocupació de Letònia per l'Alemanya nazi, va ser destinat a Riga com a comandant de la SD, cos que va assumir l'extermini dels jueus al país, i que va establir a la capital el gueto de Riga. El gener de 1943, Roschmann es va convertir en comandant del gueto. Als afores de la ciutat es va establir el camp de concentració de Kaiserwald, on al març de 1944 es trobaven internats 12.000 presoners, gairebé tots ells jueus. Algunes fonts assenyalen també a Roschmann com a responsable del camp, encara que altres citen l'Obersturmführer (tinent) Albert Sauer.
Durant l'ocupació de Letònia, es va produir l'extermini sistemàtic dels jueus al país, i Roschmann és considerat un dels màxims responsables del pla. Existeixen, a més, testimonis que va assassinar en persona molts interns del gueto durant les seves nombroses inspeccions en aquest.

## Fugida
Amb l'aproximació del front soviètic, els alemanys van començar la seva retirada de Letònia. A l'octubre de 1944, els oficials de les SS van fugir per mar a Danzig. D'aquí, Roschmann es va traslladar a Àustria, per ocultar-se a la seva ciutat natal de Graz. Va ser detingut com a presoner de guerra i posat en llibertat el 1947. No obstant, va ser reconegut per ex interns del campament, i arrestat per la Policia Militar britànica, però va aconseguir escapar durant el seu trasllat a la presó militar de Dachau. Va aconseguir arribar a Itàlia, on el 1948, amb l'ajut del bisbe Alois Hudal i les Ratlines va obtenir un passaport de la Creu Roja amb el nom fals de Federico Wegener, que li va permetre fugir de Gènova a l'Argentina.
Allà, sota la seva nova identitat, va muntar un negoci d'importació i exportació de fusta, es va casar i va obtenir el 1968 la nacionalitat argentina.

## Càrrecs criminals
El 1960, el tribunal penal de Graz va emetre una ordre d'arrest contra Roschmann pels càrrecs d'assassinat i violacions greus dels drets humans, en relació amb l'homicidi d'almenys 3.000 jueus entre 1938 i 1945, la supervisió de treballs forçats a Auschwitz, i l'assassinat d'almenys 800 nens menors de 10 anys. No obstant això, l'ordenament jurídic austríac de postguerra va ser ineficaç per garantir el retorn, per tal de ser jutjats, dels austríacs que havien fugit d'Europa, i no es va prendre cap mesura contra Roschmann sobre la base d'aquesta acusació. El 1963, el tribunal de districte d'Hamburg, Alemanya Occidental, va emetre una ordre d'arrest contra Roschmann. Això a la llarga resultaria una amenaça més seriosa per a Roschmann.

## Nova fugida i mort
Com a resultat de l'ordre del tribunal d'Hamburg, a l'octubre de 1976 l'ambaixada d'Alemanya Occidental a l'Argentina va cursar una petició d'extradició de Roschmann a Alemanya per fer front als càrrecs d'assassinat múltiple de jueus durant la Segona guerra Mundial. El 5 de juliol de 1977, la presidència argentina va emetre un comunicat considerant la sol·licitud, tot i que no existia un tractat d'extradició amb Alemanya Occidental, i que Roschamnn encara no havia estat detingut.
Davant el perill de ser capturat, Eduard Roschmann fugir al Paraguai, on va morir un mes després, el 8 d'agost, en un hospital d'Asunción. Interpol, amb l'ajut del caçador de nazis Simon Wiesenthal, que va aportar informació fonamental sobre l'aparença física del pròfug, va confirmar que efectivament el cos del mort pertanyia a Eduard Roschmann, que havia ingressat amb la falsa identitat de Federico Wegener.